# 17956 Ендрюленуар
17956 Ендрюленуар (1999 JC28, 1992 ET12, 17956 Andrewlenoir) — астероїд головного поясу, відкритий 10 травня 1999 року.
Тіссеранів параметр щодо Юпітера — 3,634.